# Scotopelia peli
Scotopelia peli là một loài chim trong họ Strigidae.